# Бохоль (острів)
Бохол, Бохоль (тагал. Bohol) — десятий за розміром острів Філіппінського архіпелагу, центр однойменної провінції.

## Географія
Розташований на південний схід від острова Себу (відокремлений від нього протокою Себу) і на південний захід від острова Лейте. Від острова Мінданао відокремлений морем Мінданао.
Площа острова 3 269 км2, протяжність берегової лінії — 261 км. Адміністративний центр — місто Тагбіларан (Tagbilaran).
Населення — 1 255 128 осіб (2010 рік).

## Клімат
Як і Лусон та північна частина Вісайських островів, Бохол піддається дії тайфунів. Погода, переважно, волога протягом всього року. Дія тайфунів дещо послаблюється горами на сусідніх островах Лейте та Самар. З листопада по квітень діє північно-східний мусон (аміхан). Це найвологіший період року. Температура повітря коливається від 25 (вночі) до 28 (вдень) градусів Цельсія. З травня по липень більш жарко та сухо. В серпні-жовтні починає діяти південно-західний мусон (хабагат). Погода в цей період непередбачувана.

## Туризм
Бохоль має значні рекреаційні ресурси та є визнаним курортним регіоном світового рівня.
На острові Бохоль та сусідньому Панглао (Panglao), з'єднаному з Бохолем автомобільним шосе, знаходиться багато пляжів з білим піском. Пісок з Бохоля експортується на пляжі в різні регіони світу.